# Nernstlamp

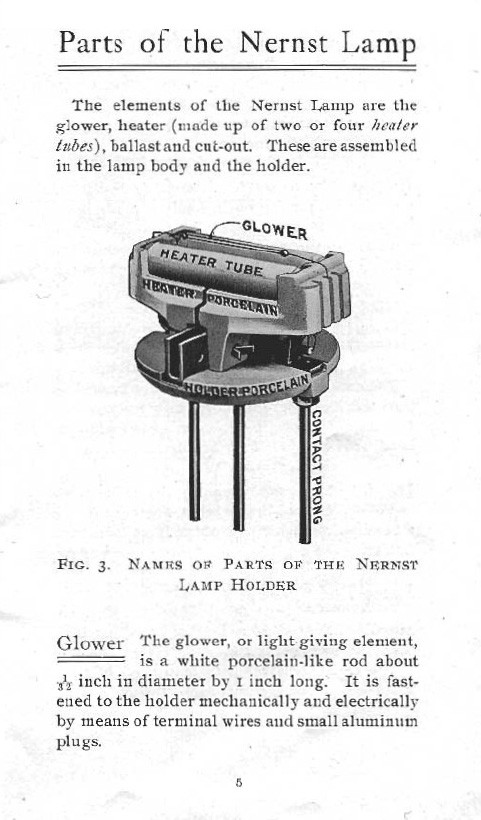
Een nernstlamp tekening uit 1903. Het lichtgevende keramische filament wordt "glower" genoemd

De nernstlamp werd in 1897 uitgevonden door de Duitse natuur- en scheikundige Walther Nernst, professor aan de universiteit van Göttingen. Deze elektrische lamp maakt gebruik van een keramisch staafje met elektrische aansluitingen, dat wordt vóórverhit zodat het elektrisch geleidend wordt en witgloeiend licht uitstraalt. Het gloeistaafje was samengesteld uit verbindingen van zeldzame aarden, met als belangrijkste component zirkonium.
In tegenstelling tot andere gloeilampen heeft de nernstlamp geen vacuüm of edelgasomgeving nodig, maar kan gewoon in de open lucht gebruikt worden doordat het keramiek niet verder oxideert. De lamp is alleen omsloten door glas om de hete gloeispiraal – circa 1600°C – te beschermen voor z’n omgeving. Het voordeel was dat ze rendabeler en minder kwetsbaar waren dan de toen gangbare gloeilampen.
Deze lampen werden voor een tijdje – begin 20e eeuw – zeer succesvol op de markt gebracht, maar verloren het toch van de gloeilampen. Een nadeel van Nernsts ontwerp was dat het gebruikte keramische materiaal niet elektrisch geleidend is bij kamertemperatuur. De lamp heeft een afzonderlijke voorverwarming nodig die het keramiek voldoende heet maakt totdat het zelf elektrisch geleidend wordt. Rond 1910 werd de lamp dan ook opgevolgd door de gloeilamp met wolfraamfilament die deze tekortkoming niet heeft en daarnaast ook het voordeel heeft dat hij bij hogere elektrische spanningen (230V) kan werken.
Binnen Europa werden de lampen gemaakt door het Duitse bedrijf Allgemeine Elektricitäts Gesellschaft (AEG) te Berlijn. Tijdens de wereldtentoonstelling van 1900 in Parijs was het paviljoen van AEG verlicht door 800 nernstlampen, wat zeer spectaculair was voor die tijd.
In de V.S. verkocht Nernst zijn patent aan George Westinghouse, die in 1901 de Nernst Lamp Company in Pittsburgh oprichtte. Mineralen voor de fabricage van de gloeispiralen werden gedolven uit de eigen fabrieksmijnen bij de legendarische Barringer-heuvels in Texas. (In 1937 verdwenen onder het water van Lake Buchanan). Omstreeks 1904 werden een totaal van 130.000 nernstlampen toegepast door het gehele land.
Naast alledaags gebruik als elektrische verlichting werden nernstlampen gebruikt in de eerste praktische lange-afstand foto-elektrische facsimilesystemen (fax), ontworpen door professor Arthur Korn in 1902, in Allvar Gullstrands spleetlamp (1911) voor oogheelkunde, in projectors en in microscopen.
Nadat de nernstlamp in de vergetelheid raakte werd de term Nernstgloeier gebruikt om de infrarood gevende bron te omschrijven, toegepast in infrarood spectroscopieapparaten. Rond 1980 is ook deze toepassing grotendeels vervallen omdat Nernstgloeiers op grote schaal zijn vervangen door siliciumcarbide gloeistaven of keramische buisjes van aluminiumoxide met een interne platina gloeidraad, die wel elektrisch geleidend zijn op kamertemperatuur en dus zonder voorverwarming werken.
argandse lamp ·
booglamp ·
carbidlamp ·
CCFL ·
davylamp ·
EEFL ·
elektrodeloze lamp ·
elektronenflitser ·
filmzon ·
flitser ·
fluorescentielamp ·
gaslicht ·
gasontladingslamp ·
gloeilamp ·
halogeenlamp ·
hefnerlamp ·
hogehelderheidsled ·
jablochkoff-kaars ·
kaars ·
kalklicht · 
knijpkat ·
kwiklamp ·
lantaarn ·
ledlamp ·
menglichtlamp ·
metaalhalidelamp ·
natriumlamp ·
neonlamp ·
nernstlamp ·
olielamp ·
petroleumlamp ·
spaarlamp ·
tl-buis ·
xenonlamp ·
zaklantaarn